# لوئیزیانا (فرانسه نو)
لوئیزیانا ([La Louisiane; by 1879 [?], La Louisiane française] Error: {{Lang-xx}}: متن دارای نشانه‌گذاری ایتالیک است (راهنما)) یا لوئیزیانای فرانسه از بخش‌های اداری فرانسه نو بود. این ناحیه که بین ۱۶۸۲ تا ۱۷۶۲ و ۱۸۰۲ (به‌طور نامی) تا ۱۸۰۳ در کنترل فرانسه بود، به افتخار لوئی چهاردهم، از سوی رنه کاوالیه کاشف فرانسوی نامگذاری شده بود. این منطقه در ابتدا قلمروی وسیعی را که بیشتر حوضه آبریز رود میسیسیپی را می‌پوشاند در بر می‌گرفت، و از دریاچه‌های بزرگ تا خلیج مکزیک و از رشته‌کوه آپالیشین تا رشته‌کوه راکی کشیده می‌شد.
ناپلئون بناپارت تصمیم گرفت این منطقه را در ۱۸۰۳ طی خرید لوئیزیانا به ایالات متحده آمریکا بفروشد و به حضور فرانسه در لوئیزیانا پایان دهد.
آمریکا بخشی از خرید لوئیزیانا را در معاهده ۱۸۱۸ به پادشاهی متحد بریتانیای کبیر و ایرلند واگذار کرد. این ناحیه در شمال مدار ۴۹ درجه شمالی در بخشی از آلبرتا و ساسکاچوان امروزی واقع است.

## میراث امروزی فرانسوی

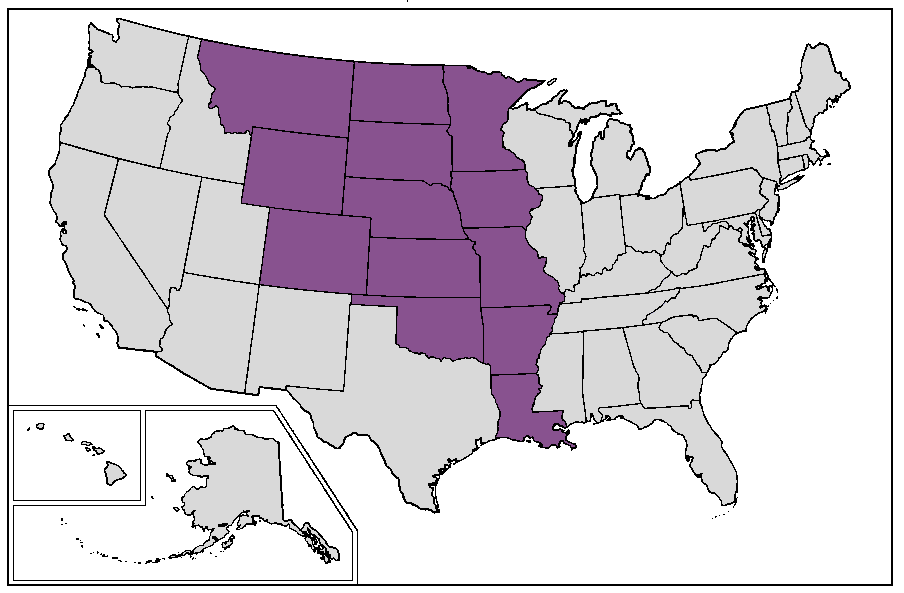
نقشه ایالات امروزی آمریکا
که در زمان خرید لوییزیانا بیشترشان درون مرزهای لوییزیانای پس از ۱۷۶۴ بودند

استعمارگری فرانسه در لوییزیانا میراث فرهنگی ای بر جای گذاشت که در دهه‌های اخیر به‌طور شایان توجهی به آن ارج نهاده شده‌است. میراث زبان فرانسوی، فرانسوی کرئول لوییزیانا، فرانسوی کیجون، بیش از همه در خطر قرار گرفته، به این خاطر شورای توسعه فرانسوی در لوییزیانا در سال ۱۹۶۸ ایجاد شد. گونه فرانسوی که باید تدریس شود محل بحث است، فرانسوی فرانسه، فرانسوی کانادایی، فرانسوی استاندارد لوییزیانا، یا فرانسوی کیجون. امروزه بیشتر نواحی با سیطره کیجون در لوییزیانا با جوامع آکادی در کانادا روابطی برقرار کرده‌اند که بر اساس آن این جوامع استادان فرانسوی برای بازآموزی این زبان در مدارس گسیل می‌کنند. در سال ۲۰۰۳، ۷٪ از لوییزیانایی‌ها فرانسوی زبان بودند گرچه بیشترشان انگلیسی نیز می‌دانستند. در حدود ۲۵٪ از جمعیت این ایالت تا حدی نیای فرانسوی دارد، نام خانوادگی با ریشه فرانسوی دارد (مانند، LeBlanc, Cordier, Dauthier, Dion, Menard, Pineaux, Hébert, Ardoin, Roubideaux).